# Carl Nielsen
Carl August Nielsen, danski skladatelj, * 9. junij 1865, Sortelung pri Nørre Lyndelse (otok Fyn), † 3. oktober 1931, København.

## Življenjepis
Bil je sedmi od dvanajstih otrok revne kmečke družine iz mesta Sortelung (Nørre Lyndelse), južno od Odense na Danskem. Ker so bili zelo revni je ostal doma ter jim tudi pomagal za preživetje. Carl se je kmalu naučil igrati violino in se je pridružil očetovi skupini. Takrat je znal igrati tudi klavir. Zelo rad je poslušal Haydnove in Mozartove skladbe ter se je za njih zelo zanimal. Carla je celo življenje zanimala različna literatura, rad se je učil različnih jezikov, veselila ga je umetnost. Zelo mu je bila všeč tudi narava ter živali.
Ko je bil star 14 let je dobil službo v vojaškem orkestru, kjer je igral rog ter pozavno. Leta 1884 pa je nekaj mecenov navdušilo nad njim, zato so mu plačali študij v Københavnu. Tam je Carl študiral glasbo, toda ni imel priložnosti, da bi se izkazal kot odličen skladatelj. Ker mu ni preostalo drugega, je postal violinist v enem od orkestrov, v letih 1904–1915 pa je bil tudi drugi dirigent Kraljevega gledališča.
10. aprila 1891 se je poročil z dansko kiparko Anne Marie Brodersen. Spoznala sta se v Parizu, medene tedne pa sta preživela v Italiji, kar pa sta izkoristila za ogled vseh možnih oblik umetnosti. Imela sta 3 otroke: Irmelina, Anne Marie in Borgeja.
Ko sta se vrnila nazaj na Dansko je Carl začel pisati pesmi po katerih je sedaj zelo poznan.
Med letoma 1914–1926 pa je dirigiral orkestru Musikforeningen. Leta 1916 je začel poučevati na Danskem kraljevem konzervatoriju v Københavnu, kjer je delal do svoje smrti, zadnje leto kot ravnatelj ustanove.
Leta 1925 je doživel srčni napad in zaradi je tega morel prenehati z veliko svojimi aktivnostmi. 3. oktobra 1931, šest let po srčnem napadu je Nielsen umrl zaradi težav s srcem.

## Najpomembnejša dela
V svojih dveh operah, od katerih je zelo uspela Maškarada (1906), je pisal bogate zborovske odlomke. Poleg tega je ustvaril šest simfonij, tri koncerte za razne instrumente, vrsto komornih, klavirskih in zborovskih skladb.
Malo suito je Nielsen komponiral leta 1888 ob koncu svojega šolanja na Konservatoriju. Velja za uspešno, pri občinstvu priljubljeno skladbo. Tudi skladatelj sam jo je očitno cenil, saj je dobila naslov opus št. 1. Grajena je v preprostem slogu brez romantičnih primesi. Prvi stavek je kratek preludij, v katerem se mračno razpoloženje skoraj nikjer ne razjasni. Intermezzo je šaljiv, ljubek valček z mnogimi domislicami, polnimi humorja. Turobnost uvodnega preludija se vedno bolj izgublja, dokler v finalu povsem ne prevlada radostno vzdušje, v katerem se skladba tudi konča.

## Skladbe
- Imate z zagonom datotek težave? Poskusite si pomagati s pomočjo za predstavnostno gradivo.